# 罗殿龙
罗殿龙（1952年5月—），男，壮族，广西贵港人，中华人民共和国政治人物、第十二届全国人民代表大会广西地区代表。

## 生平
毕业于中央党校法学理论专业。1974年3月加入中国共产党。2008年1月至2016年1月任广西壮族自治区高级人民法院院长。2008年起担任全国人大代表。2013年，担任全国人大代表。